# Botiansky luh
Botiansky luh je národní přírodní rezervace v oblasti Latorica.
Nachází se v katastrálním území obce Boťany v okrese Trebišov v Košickém kraji. Území bylo vyhlášeno či novelizováno v roce 1967 na rozloze 40,63 ha. Ochranné pásmo nebylo stanoveno.
Národní přírodní rezervace byla vyhlášena na ochranu lesních porostů na naplaveninových nivách řeky Latorica. Lesní porosty tvoří převážně dub letní (Quercus robur) s příměsí jasanu ztepilého (Fraxinus excesior). Cílem ochrany je umožnit porovnávání změn v důsledku vodohospodářských úprav na Východoslovenské nížině.